# Capitoli di Yona - La principessa scarlatta

Copertina del primo volume dell'edizione italiana, raffigurante la protagonista Yona

Questa è la lista dei capitoli di Yona - La principessa scarlatta, manga shōjo scritto e disegnato da Mizuho Kusanagi.
Il manga ha iniziato la serializzazione sulla rivista Hana to yume di Hakusensha il 5 agosto 2009. Nel giugno 2024 è stato annunciato che la serie è entrata nell'arco narrativo finale. Il primo volume tankōbon è stato pubblicato il 19 gennaio 2010 e al 20 giugno 2025 ne sono stati messi in vendita in tutto quarantasei. L'edizione italiana viene pubblicata da Star Comics a partire dal 26 settembre 2018.

## Volumi 1-10
| 1  | 19 gennaio 2010 | ISBN 978-4-592-19081-3                                                      | 26 settembre 2018 | ISBN 978-88-226-1014-0 |
| 1  | Capitoli - 1. La principessa Yona (皇女ヨナ?, Ōjo Yona) - 2. Legami spezzati (ちぎれた絆?, Chigireta kizuna) - 3. La forza nascosta (うしろ手の強さ?, Ushirode no tsuyosa) - 4. Un cielo lontano (遠い空?, Tōi sora) - 5. Limitarsi a respirare (ただ息をしているだけ?, Tada iki o shiteiru dake) |                                                                             |                   |                        |
| 1  | Trama Yona, unica figlia del re di Koka, sta per compiere sedici anni. Durante i preparativi per la sua festa giunge a palazzo il cugino Suwon, di cui la ragazza è innamorata. Yona però non sa che il cugino ha in mente un piano ben preciso: la sera del suo compleanno, infatti, il ragazzo assassina il re sotto gli occhi attoniti della principessa. La ragazza riesce a scappare dal palazzo con la sua guardia del corpo nonché amico d'infanzia Hak. I due si incamminano verso una meta ben precisa; nel frattempo Yona cerca di elaborare il lutto e di abituarsi alla nuova vita, lontana dal lusso. |                                                                             |                   |                        |
| 2  | 19 maggio 2010 | ISBN 978-4-592-19082-0                                                      | 24 ottobre 2018   | ISBN 978-88-226-1096-6 |
| 2  | Capitoli - 6. La tribù del vento (風の部族?, Kaze no buzoku) - 7. La lancia celata nel cuore (心におさめた槍?, Kokoro ni osameta yari) - 8. È una mia decisione (自分で決めた?, Jibun de kimeta) - 9. Ruggito (咆哮?, Hōkō) - 10. Capelli scarlatti (紅い髪?, Akai kami) - 11. L'incoronazione del nuovo re (新王即位?, Shin ō sokui) |                                                                             |                   |                        |
| 2  | Trama Hak e Yona sono arrivati alla tribù natale del ragazzo, ossia quella del Vento. Il caldo benvenuto che gli abitanti del villaggio le danno e la vita quotidiana riescono a risollevare l'umore della principessa, che però ancora si sente impotente di fronte agli eventi accaduti. Hak, intanto, pensa di allontanarsi dalla tribù, così da distogliere le attenzioni e tenere al sicuro Yona. La ragazza, però, non accetta che lui se ne vada senza di lei, e i due intraprendono un viaggio alla ricerca di un monaco che si dice possa mostrare loro la strada da seguire. Mentre si trovano al confine con la Tribù del Fuoco, Hak e Yona si imbattono in Taejun Kang, il secondogenito del generale del Fuoco, che attacca Hak e cerca di catturare Yona. La ragazza non riesce a fare altro che nascondersi, ma, quando Hak viene messo alle strette, lei reagisce, dimostrando tutta la sua determinazione. I due però finiscono per cadere giù da un dirupo. |                                                                             |                   |                        |
| 3  | 17 settembre 2010 | ISBN 978-4-592-19083-7                                                      | 28 novembre 2018  | ISBN 978-88-226-1097-3 |
| 3  | Capitoli - 12. La valle dove riecheggia la voce degli Dei (神の声が呼ぶ谷?, Kami no koe ga yobu tani) - 13. La volontà del cielo (天命?, Tenmei) - 14. La via scelta (選んだ扉?, Eranda tobira) - 15. Determinazione vacillante (ふるえる覚悟?, Furueru kakugo) - 16. Il villaggio nascosto del drago (龍の隠れ里?, Ryū no kakurezato) - 17. Il momento tanto atteso (待望?, Taibō) |                                                                             |                   |                        |
| 3  | Trama Yona, dopo la caduta dal dirupo, si risveglia in una capanna. È stato Yun, un ragazzo di quindici anni, a salvarli e a medicarli; Hak è ferito gravemente, e dunque i due passano qualche giorno sotto le cure di Yun. Yona intanto scopre che Iksu, l'uomo a cui Yun bada, in realtà è il monaco che stavano cercando, cacciato da palazzo molti anni prima. Iksu dice alla ragazza che dovrà cercare quattro guerrieri: sono i discendenti dei Quattro Draghi che scesero sulla Terra per proteggere il loro padrone, il Drago Rosso, nonché fondatore del Regno. Così, quando Hak si rimette in sesto, i due partono alla ricerca dei Quattro Draghi, e a loro si aggiunge Yun, che decide di voler vedere e conoscere il proprio Paese. Il primo villaggio che incontrano è quello del Drago Bianco, ma l'accoglienza che trovano non è esattamente quella che si aspettavano. |                                                                             |                   |                        |
| 4  | 19 gennaio 2011 | ISBN 978-4-592-19084-4                                                      | 27 dicembre 2018  | ISBN 978-88-226-1239-7 |
| 4  | Capitoli - 18. Gli artigli del drago (龍の爪?, Ryū no tsume) - 19. Di qua e di là (あちらへこちらへ?, Achira e kochira e) - 20. Gli abitanti degli antri rocciosi (あなぐらの民?, Anagura no tami) - 21. Il drago dagli occhi coperti (目隠しの龍?, Mekakushi no ryū) - 22. Richiamarsi a vicenda (呼びあう?, Yobiau) - 23. L'eco della paura (反響する恐怖?, Hankyō suru kyōfu) |                                                                             |                   |                        |
| 4  | Trama Yona, Hak e Yun vengono accolti nel villaggio del Drago Bianco, che venera e protegge questa figura da centinaia di anni. Il guerriero che si presenta sotto quel nome è Kija, un ragazzo di vent'anni dalla pelle e dai capelli bianchi, il cui potere risiede nella mano destra. Il ragazzo non esita a unirsi al gruppo di Yona, e così la principessa e i suoi compagni si mettono in cammino verso il villaggio successivo: quello del Drago Blu. Anche qui, però, trovano un'accoglienza ben diversa da quella del villaggio del Drago Bianco. I suoi abitanti, infatti, vivono dentro a dei cunicoli scavati nella roccia, e temono il Drago Blu tanto da tenerlo isolato fin da bambino. Mentre Yona cerca il contatto con il guerriero, lei, Kija, Yun e gli abitanti rimangono intrappolati nei cunicoli, e Hak, da fuori, fa di tutto per salvarli. |                                                                             |                   |                        |
| 5  | 19 maggio 2011 | ISBN 978-4-592-19085-1                                                      | 20 febbraio 2019  | ISBN 978-88-226-1240-3 |
| 5  | Capitoli - 24. La luce (光?, Hikari) - 25. Il nome (呼び名?, Yobina) - 26. Verso una nuova terra (新たな地へ?, Arata na chi e) - 27. Il terzo drago (三人目の龍?, Sanninme no ryū) - 28. I pirati di Awa (阿波の海賊?, Awa no kaizoku) - 29. Legami (縁?, Enishi) |                                                                             |                   |                        |
| 5  | Trama Yona, i suoi compagni e gli abitanti del villaggio riescono a liberarsi da quella trappola mortale di rocce. Dopo una certa titubanza, anche il Drago Blu accetta di unirsi al gruppo, rimasto affascinato anch'egli dalla principessa e dal suo carattere dolce ma determinato. Una volta ripreso il viaggio, Yona si rende conto che nessuno ha mai dato un nome al ragazzo, essendo sempre stato chiamato "Ao" (blu in giapponese), dunque gli dona un nome: Shin-ah. Il gruppo, guidato dall'istinto di Kija, si dirige alla ricerca del prossimo Drago, ritrovandosi così nella città portuale di Awa, nella Tribù della Terra. Qui, sia Kija che Shin-ah avvertono la presenza del Drago Verde, ma nessuno dei due riesce a individuarlo precisamente. Intanto, Yona e i compagni scoprono che, sotto la facciata di una ricca cittadina, in realtà si nasconde la paura delle persone, spaventate dal governatore locale Kumji e dal suo commercio di esseri umani con l'Impero Kai. Hak, mentre cerca di salvare una ragazza dai soldati di Kumji, incontra Jaeha, un ragazzo estremamente abile che si scopre poi essere il Drago Verde. Non solo: Jaeha fa parte dei cosiddetti pirati di Awa, un gruppo di persone locali che cerca di opporsi alla tirannia di Kumji, e non ha nessuna intenzione di unirsi a Yona e al suo gruppo. |                                                                             |                   |                        |
| 6  | 20 settembre 2011 | ISBN 978-4-592-19086-8                                                      | 24 aprile 2019    | ISBN 978-88-226-1332-5 |
| 6  | Capitoli - 30. Trattativa (交渉?, Kōshō) - 31. La prova dell'erba senju (千樹草の試し?, Senjusō no tameshi) - 32. Relazioni (繋がり?, Tsunagari) - 33. Preparativi per la battaglia (戦支度?, Ikusajitaku) - 34. Le catene del coraggio (勇気の連鎖?, Yūki no rensa) - 35. Un carico di merce pregiata (馨しい積荷?, Kaguwashii tsumini) |                                                                             |                   |                        |
| 6  | Trama Jaeha e i pirati propongono ad Hak di unirsi a loro. Il ragazzo inizialmente rifiuta, lavorando per la principessa, ma Yona si convince che non sia una scelta sbagliata. Per provare la sua utilità sulla nave, però, la ragazza deve raccogliere una pianta medicinale, l'erba senju, che si trova su una scogliera a strapiombo. Yona accetta e riesce a compiere l'impresa, anche grazie a un piccolo aiuto di Jaeha, che si rende conto di provare ammirazione per lei; nel frattempo anche Hak mostra inconsapevolmente parte dei suoi sentimenti per la principessa, la quale rimane sconcertata. A questo punto il gruppo di Yona e i pirati elaborano una strategia per bloccare i traffici illegali di Kumji. La ragazza viene a sapere la modalità con cui le giovani donne della città vengono tratte in inganno e imprigionate, e così si offre di essere presa in ostaggio, per segnalare ai compagni la posizione del carico mentre sono in mare. Nonostante la pericolosità, i ragazzi e i pirati accettano, a patto che anche Yun si travesti da donna e faccia da esca insieme a Yona. I due quindi si fanno catturare e vengono portati sulla nave che, quella sera, deve effettuare lo scambio di "merce" con l'Impero Kai.                                                                                                 |                                                                             |                   |                        |
| 7  | 18 novembre 2011 | ISBN 978-4-592-19087-5                                                      | 22 maggio 2019    | ISBN 978-88-226-1333-2 |
| 7  | Capitoli - 36. Scintille (火花?, Hibana) - 37. La storia si fa di notte (歴史は夜作られる?, Rekishi wa yoru tsukurareru) - 38. La notte dei festeggiamenti (宴の夜に?, Utage no yoru ni) - 39. L'oscura nebbia dell'alba (曉雲は暗く?, Gyōun wa kuraku) - 40. La mattina del giuramento (誓いの朝?, Chikai no asa) - 41. Draghi, ma anche esseri umani (龍であり人であり?, Ryū deari hito deari) |                                                                             |                   |                        |
| 7  | Trama Yona e Yun sono sulla nave, in mezzo alle ragazze rapite. I due devono riuscire a liberarsi per segnalare la loro posizione ai compagni e ai pirati. L'impresa, inizialmente, sembra complicarsi, ma alla fine viene portara a termine, e così Hak e i tre Draghi accorrono a salvare i compagni e le ragazze. Kumji alla fine viene sconfitto da Yona stessa, che ormai è diventata abile nell'uso dell'arco. Awa è dunque libera. I pirati, i ragazzi e tutti gli abitanti della città si danno ai festeggiamenti, che si protraggono per tutta la notte. Al mattino, Gigan, il capo dei pirati, scioglie la ciurma, e suggerisce a Jaeha di trovare la sua strada accanto a Yona. Il gruppo della principessa e i pirati così si separano, e Jaeha alla fine decide di seguirli. |                                                                             |                   |                        |
| 8  | 19 marzo 2012 | ISBN 978-4-592-19088-2                                                      | 24 luglio 2019    | ISBN 978-88-226-1487-2 |
| 8  | Capitoli - 42. Al completo (皆さん おそろいで?, Minasan osoroi de) - 43. D'ora in avanti (これから?, Kore kara) - 44. Le intenzioni di ciascuno (それぞれの思惑?, Sorezore no omowaku) - 45. Il gioco della guerra (戦ごっこ?, Ikusa gokko) - 46. Spianare il terreno (地ならし?, Jinarashi) - 47. Dolce pioggia (甘雨?, Kan'u) |                                                                             |                   |                        |
| 8  | Trama Yona e il gruppo riprendono il viaggio alla ricerca dell'ultimo Drago; è Zeno stesso, il Drago Giallo, a trovare i compagni, e così il gruppo è finalmente al completo. I ragazzi a questo punto cercano di capire il da farsi: Yun propone di tornare da Iksu e poi dirigersi verso la sua terra natale. Nel frattempo, a Chishin, capitale della Tribù della Terra, Suwon fa visita al generale Geuntae e gli propone di organizzare una festa popolare che comprenda una battaglia simulata, così da sollevare gli animi dei cittadini e dello stesso generale, in quanto ex eroe di guerra. Inizialmente Geuntae è perplesso, sia sull'evento che sui modi di fare del nuovo re, ma ben presto capisce che in realtà Suwon è un abile stratega e che potrebbe dimostrarsi un buon sovrano. Il gruppo di Yona intanto ha raggiunto l'abitazione di Iksu, e lì i ragazzi decidono di seguire Yun verso la Tribù del Fuoco. |                                                                             |                   |                        |
| 9  | 20 luglio 2012 (ed. regolare & limitata) | ISBN 978-4-592-19089-9 (ed. regolare) ISBN 978-4-592-10551-0 (ed. limitata) | 28 agosto 2019    | ISBN 978-88-226-1486-5 |
| 9  | Capitoli - 48. Dare troppo nell'occhio (悪目立ち?, Warumedachi) - 49. Il drago nero e gli allegri affamati (暗黒龍と ゆかいな腹ヘリ達?, Ankoku ryū to yukai na haraheritachi) - 50. Liberazione (解放?, Kaihō) - 51. In trance (忘我の境?, Bōga no sakai) - 52. Volere è potere (右に立っ失?, Migi ni tasshitsu) - 53. Il disperato nobile Taejun (逝きたがりのテジュン様?, Yukitagari no Tejun-sama) |                                                                             |                   |                        |
| 9  | Trama Yun ha deciso di fermarsi nella Tribù del Fuoco per dare una mano a tutti quei villaggi che, come il suo, sono impoveriti da siccità e tasse. I funzionari della Tribù, infatti, pretendono dai villaggi molto più di quello che questi possono dare, e proprio mentre avviene una riscossione Yona decide di intervenire. Così, i ragazzi si fingono banditi e iniziano a "rubare" le tasse per restituirle agli abitanti dei villaggi. La cosa viene notata dai capi della Tribù del Fuoco, e viene mandato Taejun a risolvere la situazione. Il ragazzo non si è ancora ripreso dall'apparente morte di Yona, e le speranze che lui possa sistemare il problema briganti sono vane. Arrivato sul luogo, infatti, Taejun non ha la forza di reagire, ed anzi viene facilmente battuto da Kija e Jaeha durante un giro di controllo. Il nobile vorrebbe solo lasciarsi morire per mano dei due, ma la voce di Yona in lontananza lo desta dalla sua apatia. |                                                                             |                   |                        |
| 10 | 20 dicembre 2012 | ISBN 978-4-592-19090-5                                                      | 23 ottobre 2019   | ISBN 978-88-226-1575-6 |
| 10 | Capitoli - 54. È un'allucinazione? (幻でしようか?, Maboroshi de shiyou ka) - 55. Sembra un sogno (夢のようで?, Yume no yō de) - 56. Non si spegne il fuoco col fuoco (火で火は消えぬ?, Hi de hi wa kienu) - 57. Non si può concepire ciò che non si conosce (人は知らないことは考えられない?, Hito wa shiranai koto wa kangaerarenai) - 58. Risolutezza e debolezze (意気地と弱虫?, Ikuji to yowamushi) - 59. Sei nelle mie preghiere (あなたは私の祈り?, Anata wa watashi no inori) |                                                                             |                   |                        |
| 10 | Trama Taejun, dopo aver sentito la voce di Yona, cerca in tutti i modi di trovare la ragazza, per accertarsi che sia ancora viva. Non riuscendo a girare liberamente, decide di entrare nei villaggi in incognito, e così si rende conto dell'enorme povertà che affligge quelle terre. Dopo essersi imbattuto in Hak, Taejun finalmente rivede Yona e si pente di ogni azione sbagliata fatta nei suoi confronti. La ragazza lo perdona e gli dà fiducia, chiedendogli di aiutarli a risollevare la popolazione della Tribù. Taejun inizia quindi a portare di nascosto viveri dal suo palazzo, convincendo infine i suoi soldati ad aiutarlo con la scusa di ostacolare i banditi. Yun nel frattempo si rende conto che non basta il loro aiuto per risolvere il problema; decide così di andare alla ricerca di piante che possano crescere in quelle terre aride. Yona lascia i villaggi in mano a Taejun, con la promessa di proteggerli ad ogni costo. |                                                                             |                   |                        |

## Volumi 11-20
| 11 | 19 aprile 2013 | ISBN 978-4-592-19691-4                                                      | 27 novembre 2019  | ISBN 978-88-226-1634-0 |
| 11 | Capitoli - 60. Giovani foglie al vento - prima parte (若葉風 前編?, Wakaba kaze zenpen) - 61. Giovani foglie al vento - seconda parte (若葉風 後編?, Wakaba kaze kōhen) - 62. Prima di affondare la lama (その刃が届く前に?, Sono yaiba ga todoku mae ni) - 63. Viaggio turbolento (ゆれる道中?, Yureru dōchū) - 64. Il villaggio di Senri nella provincia di Sen dell'impero Kai (戒帝国 千州千里村?, Kai teikoku senshū Senri-mura) - 65. Ha inizio la festa placa-fuoco (火鎮の祭始まる?, Kachin no matsuri hajimaru) |                                                                             |                   |                        |
| 11 | Trama Il gruppo di Yona è di nuovo in viaggio, destinazione: Impero Kai. La parte settentrionale dell'Impero, infatti, ha un clima ostile quanto quello della Tribù del Fuoco, e Yun spera di trovare delle piante che crescano in condizioni simili. Yona, intanto, ha deciso di esercitarsi con la spada, e Hak accetta, seppur titubante, di allenarla. Il ragazzo inizia a pensare che potrebbe dimostrare i suoi sentimenti alla principessa, ma lei rimane subito sconcertata dai suoi comportamenti. I ragazzi nel mentre oltrepassano il confine e arrivano nel villaggio di Sen, dove, nonostante il clima, le persone sembrano in buona salute. Yun scopre che lì viene coltivata una pianta, l'iza, con cui la popolazione riesce a sostentarsi. Per assaggiarla, però, i ragazzi devono partecipare alla festa del villaggio, e Yona deve eseguire una danza per convincere l'anziano del paese. La ragazza è rimasta confusa da Hak, non avendo ancora dimenticato Suwon. Durante la danza, Yona lascia intravedere tutta la sua tristezza, ed una volta finito di ballare sembra aver iniziato a mettere da parte i sentimenti per il cugino. |                                                                             |                   |                        |
| 12 | 20 agosto 2013 | ISBN 978-4-592-19692-1                                                      | 29 gennaio 2020   | ISBN 978-88-226-1730-9 |
| 12 | Capitoli - 66. Non c'è fumo senza fuoco (火の無い所に煙は立たぬ?, Hi no nai tokoro ni kemuri wa tatanu) - 67. Fuoco e fiamme (火の手?, Hinote) - 68. I guardiani del fuoco (火の守り手たち?, Hi no mamoritetachi) - 69. I segni premonitori di una conflagrazione (大火の兆し?, Taika no kizashi) - 70. Ossessione rossa (真赤な妄執?, Makka na mōshū) - Capitolo extra: Su quella schiena (その背には?, Sono sei ni wa) - Capitolo speciale: Kija (キジヤ?, Kijiya) |                                                                             |                   |                        |
| 12 | Trama La festa placa-fuoco del villaggio di Senri è giunta al termine. La mattina seguente, al loro risveglio, Yona e i ragazzi vengono avvertiti della presenza di soldati vicino al confine; il gruppo scopre che sono soldati della Tribù del Fuoco, e così decide di tornare nel Regno di Koka per scoprirne il motivo. Nel frattempo, Sujin Kang, il generale della Tribù del Fuoco, incontra segretamente Hazara Li, capo di un potente clan della provincia di Sen, e i due decidono di agire da lì a tre giorni. In quella data, infatti, Hazara Li oltrepassa il confine con diecimila soldati e si dirige inizialmente verso Saika, la capitale della Tribù del Fuoco dove si trovano Yona e i compagni. La situazione però si fa sospetta, e quando i ragazzi decidono di aiutare la Tribù contro i soldati dell'Impero Kai, capiscono che in realtà Sujin Kang e Hazara Li si sono alleati per impossessarsi di Kuto e del trono del Regno. Tuttavia, sulla loro strada trovano Suwon, pronto ad affrontarli. |                                                                             |                   |                        |
| 13 | 20 dicembre 2013 | ISBN 978-4-592-19693-8                                                      | 26 febbraio 2020  | ISBN 978-88-226-1731-6 |
| 13 | Capitoli - 71. Il bastone del comando del cielo (天の采配?, Ama no saihai) - 72. Il condottiero (導く者?, Michibiku mono) - 73. In una landa desolata, ho sognato un re (荒野で王の夢を見た?, Kōya de ō no yume o mita) - 74. I fiori che sbocciano sulle tue orme (きみの靴跡に咲く花?, Kimi no kutsuato ni saku hana) - 75. Le tre condizioni (三つの条件?, Mittsu no jōken) - 76. ll mercato dei viandanti (流れ者の市場?, Nagaremono no ichiba) - Capitolo speciale: La bestia del fulmine (雷獣?, Raijū) |                                                                             |                   |                        |
| 13 | Trama Sujin Kang e Hazara Li si preparano ad attaccare l'esercito della Tribù del Cielo guidato da Suwon. I due sottovalutano la forza del giovane sovrano, che invece riesce con furbizia a ingannarli e a guadagnare qualche vittoria. La situazione però sta per prendere una piega drastica, quando arriva Geuntae con l'esercito della Tribù della Terra, che circonda le truppe della Tribù del Fuoco. Nel contempo arrivano anche Yona e i compagni, che mettono in fuga i soldati dell'Impero Kai e Hazara, per poi dirigersi verso l'ormai demoralizzato esercito di Sujin. Proprio mentre lo affrontano, giungono Suwon, Judo e Geuntae, che riconoscono Yona e Hak; i ragazzi si ritirano, mentre i tre decidono tacitamente di non dire niente. Sujin viene ucciso, e la battaglia giunge al termine. Nei giorni successivi, Suwon fa visita dapprima a Saika, nominando Kyoga nuovo generale della Tribù del Fuoco, dopo i due visitano il villaggio in cui si trova Taejun, dove Suwon incoraggia i due fratelli ad adottare una nuova forma di governo del territorio. In seguito, Suwon visita la provincia di Sen dell'Impero Kai, per poi stipulare un accordo con Hazara Li ed impossessarsi delle terre dove si coltiva la spiga di iza. I generali Jung-gi An, Taeu e il vecchio Mundeok intanto reagiscono sorpresi alla faccenda tra Sujin e il re. Allontanati dal campo di battaglia e curate le ferite, Yona e i ragazzi cercano di fare qualche soldo in un villaggio; qui vengono a conoscenza di alcuni problemi che affliggono il territorio della Tribù dell'Acqua. La principessa è ancora confusa da ciò che prova per Hak. |                                                                             |                   |                        |
| 14 | 18 aprile 2014 | ISBN 978-4-592-19694-5                                                      | 27 maggio 2020    | ISBN 978-88-226-1825-2 |
| 14 | Capitoli - 77. Una città impregnata dalla pioggia (霧雨に沈む町?, Kirisame ni shizumu machi) - 78. Il nadai che consuma Shisen (四泉を蝕むナダイ?, Shisen o mushibamu Nadai) - 79. Soltanto un'occhiata (ただ見ているだけ?, Tada miteiru dake) - 80. Nel vortice (渦中?, Kachū) - 81. Un gorgo senza fondo (底の見えない渦?, Soko no mienai uzu) - 82. Il risoluto giuramento sulla spada (その剣に不屈を誓う?, Sono tsurugi ni fukutsu o chikau) |                                                                             |                   |                        |
| 14 | Trama Il gruppo di Yona è giunto nella Tribù dell'Acqua, più precisamente a Shisen, una città portuale, dove i ragazzi avvertono subito qualcosa di negativo. A scoprire il problema è Jaeha, che, durante un pomeriggio passato nel quartiere dei piaceri, viene drogato. La città, e più in generale il territorio della Tribù è infatti devastato dalla droga nadai, esportata dal Kai meridionale. I ragazzi iniziano quindi a indagare su quel traffico. Essendo sulle tracce dei trafficanti ed incuriosita da quello strano gruppo, Lili, la figlia del generale Jung-gi, decide di seguirli insieme alle sue tutrici, Tetra e Ayura. La ragazza entra nel locale dove Yona si sta esibendo per poter smascherare i drogati, ma la situazione degenera e le due ragazze rimangono coinvolte in una rissa. I tossicodipendenti vengono legati da Hak e i compagni, mentre Lili viene medicata da Yun e si presenta così al gruppo. Jaeha e Hak capiscono che l'unico modo per avere delle risposte concrete è tornare al locale dove il Drago Verde era stato drogato. L'indomani, quindi, lui, Hak e Kija si fingono dei clienti, mentre Yona rimane nella locanda con Lili e le due tutrici. Nel locale i ragazzi scoprono che il principale trafficante di nadai è Hyo, che in quel momento non si trova lì, ma bensì nella locanda dove sono Yona e le altre. Tetra infatti si imbatte nell'uomo e viene ferita; Yona e Lili accorrono, e la principessa cerca di difendere le ragazze con tutte le sue forze. |                                                                             |                   |                        |
| 15 | 19 settembre 2014 (ed. regolare & limitata) | ISBN 978-4-592-19695-2 (ed. regolare) ISBN 978-4-592-10556-5 (ed. limitata) | 29 luglio 2020    | ISBN 978-88-226-1880-1 |
| 15 | Capitoli - 83. Il suono di lacrime invisibili (見えない涙の音がする?, Mienai namida no oto ga suru) - 84. Ci separiamo qui (ここでお別れ?, Koko de o wakare) - 85. Verso Sensui (仙水へ?, Sensui e) - 86. Gli incontri formano le persone (出会いは人を創る?, Deai wa hito o tsukuru) - 87. L'inseguimento (追撃?, Tsuigeki) - 88. Quegli occhi hanno lo stesso colore del mare (その瞳は同じ海の色?, Sono hitomi wa onaji umi no iro) |                                                                             |                   |                        |
| 15 | Trama Yona e Tetra sono ferite dallo scontro con Hyo; il trafficante, intanto, è fuggito nella città di Sensui. Dopo che le due ragazze si sono rimesse in sesto, le strade di Yona e Lili si separano: il gruppo dei Draghi va verso l'altra città portuale, mentre Lili torna a Suiko, dove il padre le proibisce di immischiarsi ancora in quegli affari. Il generale, infatti, è preoccupato che un passo falso possa far scatenare una guerra con l'Impero Kai. La ragazza però non ascolta i suoi rimproveri, e scappa da sola dirigendosi a Sensui. Yona e i ragazzi giungono in città e si rendono conto che per stanare Hyo devono dare al trafficante ciò che vuole: Yona. L'uomo però non abbocca, e piuttosto che uscire allo scoperto o scappare, invia una richiesta di aiuto ai nobili del Kai meridionale. In città giungono anche Lili e Suwon, che si incontrano per caso; la ragazza assume il re in incognito e i suoi soldati come guardie del corpo, e pure loro si mettono sulle tracce di Hyo. Il giorno seguente, Shin-ha scorge una flotta di navi provenienti dall'Impero, e Lili per proteggere la sua terra chiede l'aiuto dei mercanti del luogo. Yona e Suwon, nel frattempo, si incontrano e stabiliscono una tacita tregua per il bene della Tribù. |                                                                             |                   |                        |
| 16 | 19 dicembre 2014 | ISBN 978-4-592-19696-9                                                      | 26 agosto 2020    | ISBN 978-88-226-1881-8 |
| 16 | Capitoli - 89. Alleati senza volto (顔の見えない味方?, Kao no mienai mikata) - 90. Il bersaglio della rabbia (怒りの矛先は?, Ikari no hokosaki wa) - 91. Lui era un carissimo amico (彼はとても大切な友人だった?, Kare wa totemo taisetsu na yūjin datta) - 92. Cercare quel sorriso nel cielo (空にあの笑顔をさがす?, Sora ni ano egao o sagasu) - 93. Fate attenzione (どうか気をつけて?, Dōka ki o tsukete) - 94. L'inarrestabile mutare dei tempi (時代は止まらない?, Jidai wa tomaranai) |                                                                             |                   |                        |
| 16 | Trama Yona, Zeno, Lili e il gruppo di Suwon in incognito si recano dalla guarnigione militare stanziata a Sensui per organizzare la difesa contro l'Impero Kai. Lili esercita il suo potere e convince i soldati a intervenire; questi, sotto consiglio di Suwon, si travestono da pirati e, salpando sulle navi dei mercanti insieme ad Hak e agli altri Draghi, riescono a distruggere la flotta, scongiurando i piani di Hyo. Il trafficante, ormai ridotto alla pazzia, attacca nuovamente Yona con l'aiuto dei tossicodipendenti, ma Zeno, Suwon e Judo fanno di tutto per proteggere la ragazza. Arriva infine Hak, che viene ferito da Hyo ma riesce a stendere e catturare il trafficante. Successivamente, Hak affronta faccia a faccia per la prima volta Suwon, e il ragazzo viene investito da una furia omicida talmente forte verso il re da non riuscire ad essere trattenuto; è Yona a calmarlo, mentre Suwon e le guardie tornano a palazzo. Il gruppo dei Draghi saluta Lili e le sue due tutrici, separandosi. Lili, intanto, tornata a Suiko viene esiliata dal padre in una residenza a Sensui; la ragazza ben presto capisce che l'uomo l'ha fatto per incoraggiarla a continuare la strada che ha preso, appoggiando la sua determinazione nel salvare la Tribù. Al castello di Hiryu, Suwon indice una riunione con i cinque generali, in cui svela di voler attaccare il Kai meridionale nel tanto conteso confine tra l'Impero e la Tribù della Terra. I generali sembrano accettare la proposta, compreso Jung-gi, che fino a quel momento si era limitato ad osservare. |                                                                             |                   |                        |
| 17 | 20 marzo 2015 | ISBN 978-4-592-19697-6                                                      | 23 settembre 2020 | ISBN 978-88-226-1947-1 |
| 17 | Capitoli - 95. Un ragazzo di un paese straniero (他国の少年?, Takoku no Shōnen) - 96. Nuvole nere (黒雲?, Kurokumo) - 97. Viaggiare in cerca di risposte (答えを探して旅をする?, Kotae o Sagashite Tabi o Suru) - 98. Fuggi! (逃げろ?, Nigero) - 99. Una battaglia senza fine (闘いが終わらない?, Tatakai ga Owaranai) - Vola via! (飛べ?, Tobe) |                                                                             |                   |                        |
| 17 | Trama Il gruppo di Yona e dei Draghi, lasciata la Tribù dell'Acqua, si dirige verso una zona della Tribù della Terra confinante con l'Impero Kai per cercare provviste. Giunti in una città, i ragazzi fanno la conoscenza di Calgan, un bambino proveniente dal vicino Impero. Shin-ah avvista dei soldati sul confine e dunque il gruppo decide di riaccompagnare il ragazzino a casa. Poco prima di giungere al suo villaggio, Kija sviene per colpa della febbre alta, e i ragazzi ricevono ospitalità dai genitori di Calgan, nonostante la diffidenza. Giorni dopo anche Jaeha e Shin-ah si ammalano, e Calgan decide di andare nella città vicina per cercare delle medicine. Nel frattempo, Suwon ha deciso di attaccare la provincia di Kin dell'Impero Kai (dove si trova il villaggio di Calgan) per riconquistarlo, essendo parte dei territori persi durante il regno di Il. L'esercito della Tribù della Terra, supportato da quello delle Tribù del Cielo e del Fuoco, sbaraglia gli avversari, i quali, furiosi per la sconfitta, decidono di bruciare qualsiasi cosa si trovi in quel territorio. I soldati disertori giungono dunque nella città dove si trova Calgan, che viene salvato dall'intervento di Yona. I due, però, trovandosi in pericolo, vengono a loro volta salvati da Hak, che affronta da solo la legione permettendo agli amici di scappare. I tre Draghi, però, nonostante siano ancora malati, affiancano Hak, rimanendo purtroppo feriti. Mentre i soldati si dirigono verso Yona interviene Zeno, facendole da scudo con il proprio corpo e venendo fatalmente colpito. |                                                                             |                   |                        |
| 18 | 19 giugno 2015 | ISBN 978-4-592-19698-3                                                      | 28 ottobre 2020   | ISBN 978-88-226-1985-3 |
| 18 | Capitoli - 100. Un corpo indistruttibile (傷つかない体?, Kizutsukanai karada) - 101. Il drago primordiale (はじまりの龍?, Hajimari no ryū) - 102. Figli degli dei (神さまの子供たち?, Kamisama no kodomotachi) - 103. Il sonno eterno del nostro sovrano (我が君眠りて?, Wagakimi nemurite) - 104. Una barca che non approda in nessun porto (どこにも着かない小舟?, Doko ni mo tsukanai kobune) - 105. Sorge una stella rossa (あかい星が昇る?, Akai hoshi ga noboru) - Capitolo extra: Ci scusiamo per la nostra disattenzione (不行きな点はお詫び致します?, Fuyuki na ten wa owabi ttashimasu) |                                                                             |                   |                        |
| 18 | Trama Nonostante le ferite mortali, il corpo di Zeno continua a rigenerarsi, e i soldati vengono messi in fuga. Yona e i compagni scoprono così che Zeno è immortale: il suo corpo se ferito, infatti, si rimargina creando uno strato di pelle duro quanto l'acciaio e donandogli una forza sovrumana. Egli altri non è che il Drago Giallo originario, colui che duemila anni prima bevve il sangue di drago e servì re Hiryu. In un flashback, Zeno rivive alcuni momenti della sua lunga vita, dalle battaglie con i compagni Shuten, Abi e Guen, alla morte del Drago Rosso, ai suoi anni passati come sacerdote e consigliere a palazzo, fino al suo matrimonio con Kaya, una donna malata. Risvegliatosi dal sogno intrinseco di tristezza, Zeno stringe a sé i tre Draghi e Yona, lieto di aver vegliato e aspettato così tanto solo per riunirsi ai compagni. |                                                                             |                   |                        |
| 19 | 18 settembre 2015 (ed. regolare & limitata) | ISBN 978-4-592-19699-0 (ed. regolare) ISBN 978-4-592-10512-1 (ed. limitata) | 25 novembre 2020  | ISBN 978-88-226-2052-1 |
| 19 | Capitoli - 106. La foresta che si tinge di blu - Prima parte (青くなる森 前編?, Aokunaru mori zenpen) - 107. La foresta che si tinge di blu - Seconda parte (青くなる森 中編?, Aokunaru mori chūhen) - 108. La foresta che si tinge di blu - Ultima parte (青くなる森 後編?, Aokunaru mori kōhen) - 109. Gironzolando qua e là (めぐりめぐって?, Meguri megutte) - 110. Un piccolo regalo (小さな贈り物?, Chiisana okurimono) - 111. La città dove le persone scompaiono (人が消える町?, Hito ga kieru machi) - Capitolo extra: Stanotte riposate serena (今日はおやすみ?, Kyō wa oyasumi) |                                                                             |                   |                        |
| 19 | Trama Il gruppo di Yona decide di accamparsi per la notte in un bosco; mentre iniziano i preparativi, Shin-ah si imbatte in una statua a forma di drago, a cui mozza la testa per recuperare Ao. Di ritorno al campeggio, il Drago Blu inizia a comportarsi in maniera strana, e arriva a minacciare i compagni con il suo potere; Zeno li protegge e viene catturato da uno Shin-ah posseduto. Jaeha e Kija corrono a cercarli, mentre Yun racconta l'accaduto a Yona e Hak, che si erano allontanati per cacciare. I tre si mettono alla ricerca dei Draghi, imbattendosi nella statua spezzata, che scoprono nascondere l'ingresso per un corridoio sotterraneo; Yona e Hak vi entrano, ma la statua si sposta, bloccando Yun fuori. Yona viene raggiunta dalla coscienza di Shin-ah, scoprendo che lo spirito che ha posseduto il suo corpo è un Drago Blu suo predecessore, che fu rinchiuso sottoterra con dei briganti per salvare il villaggio dove viveva, morendo. Yona raggiunge i Draghi e riesce a dare pace allo spirito del precedente Drago Blu; Yun, da fuori, riesce a trovare un secondo ingresso e libera i compagni. Nel frattempo, al palazzo reale si è appena conclusa una riunione tra le cinque tribù sulla conquista del territorio di Kin. Suwon apprende da Jung-gi che la piaga del nadai sembra più estesa di quel che pareva. Yona e i compagni sono intanto giunti in una cittadina nell'entroterra della Tribù dell'Acqua; qui incontrato Tetra e Ayura, le quali chiedono ai ragazzi di accompagnare Lili nel Regno di Sei. Lili, infatti, ha il sospetto che il nadai continui a circolare grazie al commercio con il regno vicino; inoltre, pare siano scomparse misteriosamente diverse persone. Giunti nella città di Tosui, al confine con il Regno, un incidente distrae Hak e i Draghi, mentre Lili e Yona vengono drogate e rapite.                                |                                                                             |                   |                        |
| 20 | 18 marzo 2016 (ed. regolare & limitata) | ISBN 978-4-592-21510-3 (ed. regolare) ISBN 978-4-592-21802-9 (ed. limitata) | 23 dicembre 2020  | ISBN 978-88-226-2067-5 |
| 20 | Capitoli - 112. La fortezza dei deportati (寄せ集めの砦?, Yoseatsume no toride) - 113. Combatti! (闘え?, Tatakae) - 114. Chissà se un giorno riuscirò a dirlo (いつか言えるだろうか?, Itsuka ieru darō ka) - 115. Riunione strategica (作戦会議?, Sakusen kaigi) - 116. Nemici e alleati (敵は味方は?, Teki wa mikata wa) - 117. L'ho giurato nel mio cuore (この胸に誓った?, Kono mune ni chikatta) |                                                                             |                   |                        |
| 20 | Trama Yona e Lili si svegliano in un carro e, una volta uscite, scoprono di essere state rapite da Tsubaru, la donna di cui Lili si era fidata e che in realtà è un mercante di nadai del Regno di Sei. Il Regno, infatti, sta riducendo in schiavitù sempre più persone affinché costruiscano due fortezze al confine con il Regno di Koka, così da poter poi sferrare un attacco alla Tribù dell'Acqua. I prigionieri, inoltre, vengono drogati con dell'acqua contenente nadai per tenerli a bada e farli lavorare fino allo sfinimento; Yona e Lili si rifiutano di bere il liquore, e ben presto le loro condizioni fisiche peggiorano, fino a quando, una sera, riescono a scappare. Nel frattempo, Hak e i Quattro Draghi si sono messi sulle tracce delle due ragazze: scoprendo dell'esistenza delle fortezze, decidono di dividersi, portando con loro anche Tetra. Ayura rimane nella Tribù dell'Acqua e viene costretta a confessare l'accaduto al Generale Jung-gi; Suwon, arrivato nella Tribù appunto per controllare l'operato del Regno di Sei, appreso del rapimento, manda a chiamare dei rinforzi per salvare Lili. Jaeha, Zeno e Tetra sono giunti alla fortezza dove si trovavano Lili e Yona e, capendo che sono fuggite, iniziano a cercarle; il gruppo di Hak, invece, si prepara a distruggere l'altra fortezza, quando Hak sente la voce di Suwon dall'altra parte del muro che gli chiede aiuto. Nonostante la rabbia, Hak decide di aiutarlo, sfondando una parete e permettendo a Suwon e alle sue forze armate di attaccare. Durante lo scontro, Kija e Shin-ah si imbattono nel re e confessano la vera identità dei Quattro Draghi e di Yona, mentre Hak si riunisce a Mundeok, Taeu e Haengdae. Yona e Lili, intanto, allo stremo delle forze, si imbattono in una legione di soldati di Sei, e nella fuga Yona viene ferita, mentre Lili catturata per essere giustiziata. |                                                                             |                   |                        |

## Volumi 21-30
| 21 | 19 agosto 2016 (ed. regolare & limitata) | ISBN 978-4-592-21511-0 (ed. regolare) ISBN 978-4-592-10515-2 (ed. limitata) | 27 gennaio 2021                           | ISBN 978-88-226-2106-1                                                      |
| 21 | Capitoli - 118. Da te (君のもとへ?, Kimi no moto e) - 119. La fortezza di Kushibi (クシビの砦?, Kushibi no toride) - 120. Raggiungila, ti prego! (とどけ?, Todoke) - 121. Da quel giorno (あの日から?, Ano hi kara) - 122. Accanto a te (あなたのそばに?, Anata no soba ni) - 123. Sentimenti inesprimibili (言えない気持ち?, Ienai kimochi) - Capitolo extra: Dal buongiorno alla buonanotte (おけようから おやすみまで?, Okeyou kara oyasumi made) |                                                                             |                                           |                                                                             |
| 21 | Trama Il gruppo di Hak e i generali guidati da Suwon hanno distrutto la fortezza di Hotsuma, constatando che Lili non si trova lì; partono dunque alla volta della fortezza di Kushibi. Jaeha e Zeno, intanto, trovano la principessa, la quale li informa della cattura di Lili e chiede loro di andare a salvarla. Nel frattempo alla fortezza rimasta è giunto il nobile Kushibi; l'uomo intende usare l'esecuzione di Lili come monito per tutti i prigionieri, che ha inoltre radunato per usarli come ostaggi contro il Regno di Koka. Nonostante gli sforzi prima di Ayura e poi dei generali, Lili viene portata al patibolo e viene quasi impiccata, quando l'azione congiunta di Hak e Suwon la salva. Le forze militari di Kushibi vengono sbaragliate e il nobile è costretto ad arrendersi alle condizioni di Suwon. Mentre il re impedisce a Judo di attaccare Hak, Yona e il resto del gruppo si ricongiungono. La sera successiva, Yona si sveglia in preda agli incubi e trova Hak ancora alzato; i due hanno finalmente l'occasione di stare da soli, ma la principessa non riesce ancora a comprendere i suoi sentimenti per lui. |                                                                             |                                           |                                                                             |
| 22 | 20 dicembre 2016 (ed. regolare & limitata) | ISBN 978-4-592-21512-7 (ed. regolare) ISBN 978-4-592-10516-9 (ed. limitata) | 24 febbraio 2021                          | ISBN 978-88-226-2129-0                                                      |
| 22 | Capitoli - 124. Grazie per la visita (来てくれてありがとう?, Kitekurete arigatō) - 125. Ciò che avevo sognato (夢みたものは?, Yume mitamono wa) - 126. Gli inseguitori (追う者たち?, Ou-mono-tachi) - 127. La principessa del regno di Xing (真国の姫君?, Shin-goku no himegimi) - 128. Opposizione (対立?, Tairitsu) - 129. Attacco a sorpresa (奇襲?, Kishū) |                                                                             |                                           |                                                                             |
| 22 | Trama Lili, acclamata dagli abitanti della Tribù dell'Acqua, riceve diverse visite durante la sua convalescenza, tra cui Suwon, Geuntae e Yona. Tutti si rivelano confusi sui sentimenti che provano: Lili si fida di Suwon, ma sa che ha ferito la sua amica; Hak non capisce che cos'abbia sempre provato l'amico d'infanzia per lui e Yona, né cosa provi la ragazza dopo gli eventi successi; la principessa confessa a Lili di provare qualcosa per la guardia. Successivamente, Lili si reca con Ayura e Tetra alla capitale per incontrare Suwon. Il re, grazie alla sconfitta di Kushibi, è riuscito a rendere il Regno di Sei vassallo del Regno di Koka. Lili s'imbatte in Suwon e insieme apprendono da Ogi che la voce sui Quattro Draghi si sta spargendo in tutto il regno. Nel frattempo, il gruppo di Yona è in cammino sul confine tra il Regno di Xing e la Tribù del Vento, quando viene circondato da degli individui che si rivelano essere proprio dei guerrieri del regno vicino. La voce sui Quattro Draghi ha iniziato a circolare anche lì, e il capo del gruppo, Vold, invita i ragazzi a recarsi nel regno per conoscere la principessa secondogenita, Tao. Giunti nella Valle di Tochi, Yona e i compagni apprendono dalla principessa che sua sorella maggiore Koren vorrebbe attaccare il Regno di Koka; Tao vorrebbe evitarlo per salvaguardare il suo popolo, facendo diventare anche Xing un vassallo di Suwon. Durante la notte, un gruppo della fazione opposta legata a Koren attacca la tenuta, mirando alla principessa Tao; la villa viene data alle fiamme, e Zeno accorre in aiuto della principessa. |                                                                             |                                           |                                                                             |
| 23 | 20 aprile 2017 (ed. regolare & limitata) | ISBN 978-4-592-21513-4 (ed. regolare) ISBN 978-4-592-10572-5 (ed. limitata) | 24 marzo 2021                             | ISBN 978-88-226-2169-6                                                      |
| 23 | Capitoli - 130. I mostri del regno confinante (隣国の化物?, Ringoku no bakemono) - 131. Il re sanguinario (修羅の王?, Shura no ō) - 132. Le Cinque stelle (五星?, Gosei) - 133. La prova (証?, Akashi) - 134. Per la strada da cui siamo venuti (来た道を?, Kita michi o) - Capitolo extra 1: Anno che va, anno che viene (ゆく年 くる年?, Yuku toshi kuru toshi) - Capitolo extra 2: Abbi cura di te (お大事に?, Odaijini) |                                                                             |                                           |                                                                             |
| 23 | Trama Grazie all'aiuto di Zeno, la principessa Tao viene portata in salvo e tutti escono incolumi dall'attacco alla tenuta. Grazie ad esso, però, sia la fazione di Tao che quella di Koren vengono a conoscenza dei poteri dei Quattro Draghi. Rifugiatisi a Sansan, una cittadina sul confine, Yona incontra Koren e apprende l'astio del popolo di Xing nei confronti del Regno di Koka; in particolare, scopre che la principessa primogenita, che si rivela essere una donna estremamente carismatica, desidera vendicarsi della guerra terminata diciassette anni prima, in cui l'allora Generale Yuhon aveva trucidato popolo e soldati di Xing. I Draghi, usciti dal nascondiglio per comprare provviste, s'imbattono in Yotaka e Mizari, guerrieri fedeli a Koren, che li attaccano. Jaeha e Kija cercano di difendersi senza contrattaccare, timorosi che un combattimento nel mezzo della cittadina potrebbe far scatenare una guerra tra regni; i due vengono così feriti insieme a Zeno, mentre Shin-ah riesce a tenere nascosto il suo potere. In loro aiuto accorre Yun, che riesce a far risparmiare i compagni; i ragazzi vengono tuttavia catturati e portati alla residenza di Koren. Yona, appreso l'accaduto, decide di incontrare la principessa. Le due arrivano a un accordo: se Yona riuscirà a mediare con il re Suwon per non far scoppiare un conflitto, Koren deporrà le armi e le restituirà i compagni; in caso contrario, gli amici tenuti in ostaggio verranno uccisi, e la guerra sarà inevitabile. Yona e Hak tornano dunque nel Regno di Koka, accompagnati da Vold ed Algira, i quali contattano un loro informatore per poter entrare nel castello di Hiryu: Ogi.                                                                         |                                                                             |                                           |                                                                             |
| 24 | 18 agosto 2017 | ISBN 978-4-592-21514-1                                                      | 21 aprile 2021                            | ISBN 978-88-226-2193-1                                                      |
| 24 | Capitoli - 135. Un viso familiare (懐かしい顔?, Natsukashī kao) - 136. Il messaggio (言伝て?, Kotodzute) - 137. Agli alleati (協力者たちへ?, Kyōryoku-sha-tachi e) - 138. Azione di disturbo (攪乱?, Kakuran) - 139. In mezzo al pantano (泥濘の中を?, Nukarumi no naka o) - 140. L'incontro (遭遇?, Sōgū) |                                                                             |                                           |                                                                             |
| 24 | Trama Ogi organizza un incontro tra Yona e Suwon a Kuto. Nel frattempo, nel Regno di Xing i Quattro Draghi e Yun sono ancora tenuti prigionieri; le loro condizioni fisiche non sono delle migliori e Mizari, affascinato dai loro poteri, cerca di aiutarli. Giunti a Kuto, Yona e Hak non si incontrano con "Won" (pseudonimo usato da Suwon), bensì con Minsu, il servitore che li aveva salvati la notte della fuga. Egli annuncia che il re non ha intenzione di negoziare una pace e che sta preparando un attacco con la Tribù del Cielo e quella del Vento. Successivamente, avverte la principessa che Suwon si sarebbe mosso in tre giorni, quindi Yona escogita un piano per rallentarlo: mentre Hak si dirigerà al confine tra i due regni dov'è stanziata la sua tribù, Yona andrà a trovare una sua vecchia conoscenza. Grazie a una lettera inviata da Ogi per conto di Hak, la Tribù del Vento cerca di mostrarsi amichevole con i soldati del Regno di Xing; nel frattempo, Yona, Minsu e Algira si recano da Taejun, e la principessa chiede al nobile di far pensare a Suwon che l'Impero Kai abbia attaccato i territori della Tribù del Fuoco, così da ritardare la spedizione. Vold e Hak riescono a placare gli animi dei soldati di Xing, e sul luogo giungono anche Yotaka e Mizari. Dopo aver colpito due soldati e mostrato un certo squilibrio mentale, Mizari viene rinchiuso in cella insieme ai Quattro Draghi. Yona, invece, capisce che Suwon chiederà aiuto alla Tribù dell'Acqua per l'attacco a Xing, e dunque segue l'esercito del re. Il carro dove si trova, però, viene ribaltato dai soldati, che prendono Yona e Algira come spie del regno nemico; sul luogo sopraggiunge dapprima Keishuk, che ordina di ucciderli, e infine Suwon. |                                                                             |                                           |                                                                             |
| 25 | 20 dicembre 2017 | ISBN 978-4-592-21515-8                                                      | 26 maggio 2021                            | ISBN 978-88-226-2319-5                                                      |
| 25 | Capitoli - 141. Carisma (威?, I) - 142. Onde convergenti (集結する波?, Shūketsu suru nami) - 143. Questo corpo è incrollabile (この身は不撓?, Kono Mi wa futō) - 144. Furia (怒り?, Ikari) - 145. Cosa è giusto (何が正しくて?, Nani ga tadashikute) - 146. La giustizia come scudo in base alla convenienza (都合に合わせた正義を盾に?, Tsugō ni awaseta seigi o tate ni) - Capitolo extra: Abbi cura di te - parte 2 (お大事に その2?, Odaijini sono 2) |                                                                             |                                           |                                                                             |
| 25 | Trama Yona riesce a convincere Suwon a non attaccare il Regno di Xing, anche grazie all'intervento di Lili; il sovrano promette di aprire un dialogo con il regno vicino, a patto che ci siano entrambe le principesse. Yona, dunque, torna verso il confine, dove nel frattempo è sopraggiunta la fazione pacifista, capitanata dal sacerdote Gobi. L'uomo intima la principessa Koren di liberare la sorella e deporre le armi; vedendo la sua richiesta rifiutata, Gobi mette in atto il suo piano e attacca la tenuta di Koren, cercando di eliminare lei e le sue tre guardie. Nell'attacco vengono coinvolti anche Hak e Yona, i quali erano andati a riferire la promessa di Suwon agli alleati. Neguro muore facendo da scudo a Koren, mentre Yun e i Quattro Draghi riescono a liberarsi e si ricongiungono con i compagni. Nell'accampamento militare situato sul confine, intanto, Gobi prende di mira Yotaka e incita i soldati di Xing a ribellarsi a Koren; Taeu interviene, soccorrendo Yotaka, mentre Gobi si presenta con una schiera di soldati all'arrivo di Koren, Tao, Algira, Vold e il gruppo di Yona. I Quattro Draghi vengono catturati e Gobi inizia ad accusare Koren; tra i due interviene Yona, che si pone a difesa della principessa quando gli arceri scoccano delle frecce contro di lei. Ritrovatasi completamente inerme, i Quattro Draghi seppur legati e indeboliti riescono ad ergersi in sua difesa, circondandola con il loro spirito di drago. |                                                                             |                                           |                                                                             |
| 26 | 20 aprile 2018 | ISBN 978-4-592-21516-5                                                      | 23 giugno 2021                            | ISBN 978-88-226-2334-8                                                      |
| 26 | Capitoli - 147. Timore (畏怖?, Ifu) - 148. Luce, non spegnerti! (光よ消えないで?, Hikari yo kienai de) - 149. La mia dea (空しき名?, Munashiki na) - 150. La risoluzione (決着?, Ketchaku) - 151. Una parte di te che non conosco (知らないあなた?, Shiranai anata) - 152. C'è più di una cosa importante nella mia vita (大事なものはひとつじゃないけど?, Daijinamono wa hitotsu janaikedo) |                                                                             |                                           |                                                                             |
| 26 | Trama I Quattro Draghi sono riusciti a proteggere Yona sprigionando una strana energia e si ritrovano senza sensi. Gobi, affascinato dal loro potere, cerca di catturarli, ma Hak, Algira e Vold si ergono in loro difesa; sul posto arrivano anche Mizari, che inizia ad attaccare i sicari di Gobi, e Yotaka. Nel farsi strada per andare verso il Regno di Koka, Koren viene ferita e Mizari ucciso, ma le due principesse di Xing riescono finalmente a raggiungere Suwon. Dopo il colloquio, Suwon ottiene che gli affari militari e diplomatici di Xing siano sotto la supervisione di Koka, garantendo la pace tra i due regni; pochi giorni dopo, a seguito della morte del re, Koren diventa sovrana di Xing. Mentre i Quattro Draghi sono ancora in convalescenza, Hak va a salutare i compagni della Tribù del Vento e Yona lo segue, venendo a sapere che era stato promesso in sposo ad Ayame. Yona inizia così ad evitare Hak, ricordandosi anche del bacio datogli a Kuto, e finisce con l'allontanarlo. Successivamente, Yona cerca di scusarsi per il fraintendimento, facendogli capire quanto tenga a lui, e Hak riesce a confessarle ciò che prova per lei. |                                                                             |                                           |                                                                             |
| 27 | 20 agosto 2018 | ISBN 978-4-592-21517-2                                                      | 21 luglio 2021                            | ISBN 978-88-226-2425-3                                                      |
| 27 | Capitoli - 153. Un raro giorno sereno (たまの晴れの日?, Tama no hare no hi) - 154. Preoccupazioni (心配事?, Shinpaigoto) - 155. La verità da una bugia (嘘から出た真?, Uso kara deta makoto) - 156. Non posso assolutamente perderla (失ってなるものか?, Ushinatte naru mono ka) - 157. Una venerazione difficile da sradicare (捨てきれぬ憧れ?, Sute kirenu akogare) - Capitolo extra 1: Torneo intertribale di arti marziali - Solo per stavolta - (部族対抗武術大会ー今回限りー?, Buzoku taikō bujutsu taikai ーkonkai kagiriー) - Capitolo extra 2: Abbi cura di te - parte 3 (お大事に その３?, Odaijini sono 3) |                                                                             |                                           |                                                                             |
| 27 | Trama Hak è finalmente riuscito a confessare i suoi sentimenti per Yona, la quale però rimane confusa. I ragazzi intanto pensano di avvicinarsi a Kuto così da potersi rimettere in sesto più velocemente. A Kuto, Ogi comprende che Suwon non verrà più a fargli visita, mentre Lili continua a stringere i rapporti con l'informatore e con lo stesso Suwon; il re, dal canto suo, sembra volerla tenere a palazzo non solo per evitare proposte di matrimonio, ma anche per sorvegliare la ragazza. Mentre Kyoga rimprovera Taejun per il falso allarme lanciato alla capitale, l'Impero Kai invade realmente la Tribù del Fuoco. Yona e i ragazzi, dopo aver appreso la notizia da Ogi, si dirigono verso il campo di battaglia; Ogi li segue per accertarsi delle abilità dei Quattro Draghi. Sbaragliato il nemico, Kyoga scopre i legami tra Taejun e Yona. |                                                                             |                                           |                                                                             |
| 28 | 20 novembre 2018 | ISBN 978-4-592-21518-9                                                      | 25 agosto 2021                            | ISBN 978-88-226-2427-7                                                      |
| 28 | Capitoli - 158. Voci che girano (流説?, Rusetsu) - 159. L'imprudenza di Taejun (テジュンの不用意?, Tejun no fuyōi) - 160. L'arrogante Keishuk (上からケイシュク?, Ue kara Keishuku) - 161. Neppure madama Iguni è contenta (イグニ夫人は不満?, Iguni fujin wa fuman) - 162. Strategia (駆け引き?, Kakehiki) - 163. Datemi il vostro aiuto (手を貸して?, Te o kashite) |                                                                             |                                           |                                                                             |
| 28 | Trama Dopo la battaglia, i soldati e il popolo della Tribù del Fuoco hanno iniziato a venerare i Draghi e Yona, quindi Taejun offre loro di stare nella sua villa. La voce sul Drago Scarlatto, però, si è sparsa in tutto il regno, e anche a Kuto Lili constata i dubbi dei cittadini su Suwon. Yona e i compagni si trasferiscono al palazzo di Saika per avere maggiore protezione, all'insaputa di Kyoga, che s'imbatte nei Quattro Draghi e sviene per colpa di Kija. Al palazzo giunge anche Keishuk con le truppe regali, inviate per dare sostegno sui confini col Kai. Keishuk scopre che Taejun sta aiutando Yona, quindi cerca di catturare lei e i Draghi, constatando i loro poteri. In aiuto dei ragazzi arriva Iguni, la madre di Kyoga e Taejun, che sprona anche il figlio maggiore a essere riconoscente nei confronti della principessa. Keishuk, ritrovandosi in una posizione difficile, accetta di lasciare stare Yona, ma richiede l'aiuto di Hak e gli altri nella battaglia contro il Kai. Nel frattempo, nella provincia di Sen, Kuelbo Ying ha preso il controllo del territorio e dell'esercito di Hazara Li, e i due, aiutati dal sarcedote Gobi, si preparano al secondo attacco. A Saika, Ogi viene minacciato dagli uomini di Gobi, che tendono una trappola a Yona. |                                                                             |                                           |                                                                             |
| 29 | 19 aprile 2019 | ISBN 978-4-592-21519-6                                                      | 22 settembre 2021                         | ISBN 978-88-226-2574-8                                                      |
| 29 | Capitoli - 164. Il loro obiettivo (狙いは?, Nerai wa) - 165. In campo nemico (敵陣?, Tekijin) - 166. Forza militare (戦力?, Senryoku) - 167. Un peso troppo grande (背負いきれない程の?, Shoi kirenai hodo no) - 168. L'esca più potente (最強の囮?, Saikyō no otori) - 169. Lo scaltro duo (才器ふたり?, Sai-ki futari) |                                                                             |                                           |                                                                             |
| 29 | Trama Yona cade nella trappola dei sicari di Gobi: Ogi viene ferito, mentre Yona, Yun, Zeno e Jaeha vengono catturati e portati al palazzo di Hazara Li, dove si trova Kuelbo Ying. Kuelbo intende usare Yona come ostaggio per attirare gli altri Draghi e usarli per conquistare il Regno di Koka. A Saika, Hak e gli altri scoprono del rapimento, e sul posto giungono anche Algira e Vold, che si uniscono all'esercito di Koka. La battaglia tra Koka e Kai inizia, con Hak che prende il comando di una parte delle truppe. La strategia di Kyoga e Keishuk viene meno quando sul campo si presentano Zeno e Jaeha, che ingaggiano uno scontro contro Shin-ha e Kija e mettono in difficoltà le truppe di Judo. Nonostante Hak venga ferito, il ragazzo riesce a tenere testa da solo all'esercito, mandando gli altri soldati e Taejun ad aiutare le truppe di Kyoga, che in questo modo non battono ritirata. |                                                                             |                                           |                                                                             |
| 30 | 20 agosto 2019 (ed. regolare & limitata) | ISBN 978-4-592-21520-2 (ed. regolare) ISBN 978-4-592-10613-5 (ed. limitata) | 27 ottobre 2021 (ed. regolare & limitata) | ISBN 978-88-226-2587-8 (ed. regolare) ISBN 978-88-226-2871-8 (ed. limitata) |
| 30 | Capitoli - 170. In prima linea (最前線?, Saizensen) - 171. Quanto vorrei vederti (逢いたい?, Aitai) - 172. Resurrezione (起死回生?, Kishikaisei) - 173. Ci riprendiamo tutto (返してもらおう?, Kaeshite moraou) - 174. È qui vicino (すぐそこに?, Sugu soko ni) - 175. Ti ho chiamato in sogno tante volte (夢で何度も呼んでいた?, Yume de nando mo yonde ita) |                                                                             |                                           |                                                                             |
| 30 | Trama Mentre i Draghi continuano a combattere per prendere tempo, Yona al palazzo fa la conoscenza di Yuhlan, la moglie di Kuelbo; mentre parlano di come l'uomo abbia intenzione di prendere Yona come seconda moglie, vengono interrotte da Gobi. Sul campo di battaglia, Hak affronta Kuelbo, costringendolo alla ritirata ma rimanendo gravemente ferito; nel ritirarsi, l'esercito della provincia di Sen cattura nuovamente i Quattro Draghi, lasciando libero Yun. Al palazzo, Gobi cerca di convincere Yuhlan a consegnargli Yona, ma la donna rifiuta. Le due vengono così attaccate dai sicari del sacerdote e Yona impugna spada e arco per difendere se stessa e la regina dei Tuli. Intanto, in città giungono Kuelbo e i Quattro Draghi, che, grazie a un travestimento di Algira e Vold, riescono a convincere Hazara Li alla resa. Le truppe di Koka entrano in città e Hak si allea con Kuelbo per cercare Yona. Mentre Kuelbo si ricongiunge con Yuhlan, Yona è prigioniera di Gobi, che viene intercettato da Algira e Vold. Nel provare a liberare la principessa, un incendio divampa nel palazzo, ma Yona viene salvata da Hak; i due si ritrovano in difficoltà, con Hak ferito e ustionato, e si scambiano un bacio. Jaeha infine arriva sul posto per salvarli. |                                                                             |                                           |                                                                             |

## Volumi 31-40
| 31 | 20 dicembre 2019 | ISBN 978-4-592-22311-5                                                      | 24 novembre 2021 | ISBN 978-88-226-2739-1                                                      |
| 31 | Capitoli - 176. Mi hai sentito? (聞こえた？?, Kikoeta?) - 177. Ho sentito, ma... (聞こえましたけど?, Kikoemashitakedo) - 178. Una proposta che genera tanti dubbi (提案の形で問われた立場?, Teian no katachi de towa reta tachiba) - 179. Vuote grida di gioia (虚しい歓声?, Munashī kansei) - 180. L'esibizione pubblica (御披露目?, O hirō-me) - 181. La sfida d'apertura (開幕戦?, Kaimaku-sen) |                                                                             |                  |                                                                             |
| 31 | Trama Yona e Hak sono salvi e Gobi è stato catturato; la provincia di Sen è sconfitta e il suo territorio viene acquisito dal Regno di Koka. Tutto il gruppo deve riprendersi, Yona in particolare, che è rimasta senza voce; una volta guarita, la ragazza riesce finalmente a confessare i suoi sentimenti a Hak. Yun intanto collabora con i medici militari per curare i feriti, rendendosi conto di quanto le sue conoscenze siano limitate. Proponendo a Yun di andare al castello di Hiryu per imparare nuove tecniche, il consigliere Keishuk propone anche un'alleanza a Yona e ai Draghi. Nonostante i dubbi, Yona accetta, temendo per l'incolumità dei compagni. Giunti a Kuto, Yona viene fatta sfilare insieme all'esercito della Tribù del Cielo per mostrarne il ritorno. Al castello le strade dei ragazzi si separano: Hak e Yun rimangono fuori, Yona viene portata nelle sue stanze, mentre i Quattro Draghi incontrano Suwon. Viene così organizzato un torneo per mettere in mostra le abilità dei Draghi, in cui Jaeha e Kija iniziano a sfidarsi con Geuntae e Judo. |                                                                             |                  |                                                                             |
| 32 | 20 aprile 2020 | ISBN 978-4-592-22312-2                                                      | 22 dicembre 2021 | ISBN 978-88-226-2828-2                                                      |
| 32 | Capitoli - 182. Rimedi rischiosi (劇薬?, Gekiyaku) - 183. Cala il sipario (終幕?, Shūmaku) - 184. Diversità di vedute (違う景色?, Chigau keshiki) - 185. Nostalgia (冀求?, Kikyū) - 186. La questione da affrontare (向き合わなくては?, Mukiawanakute wa) - 187. Il segreto (秘密の?, Himitsu no) |                                                                             |                  |                                                                             |
| 32 | Trama Jaeha e Kija iniziano a scatenarsi contro Geuntae e Judo, che rimangono attoniti di fronte alla forza dei due Draghi, insieme a tutta la folla dell'arena. Alla fine dell'incontro, i Guerrieri Dragoni vengono sconfitti dai due Generali, ma tuttavia riescono nel loro intento: volevano distruggere l'arena per evitare di far combattere Shin-ah e Zeno. Anche Raiju viene notato dalla folla, che ne acclama il ritorno insieme alla principessa. Il ragazzo, per cercare di guadagnarsi il suo posto accanto a Yona, decide di entrare come recluta nell'esercito della Tribù del Cielo e inizia ad allenare i soldati del Trentacinquesimo reparto. Quella sera, Suwon si reca nella stanza di Yona con un malore. Minsu, dopo aver conosciuto Yun, accorre ad aiutare il re in quanto medico di corte. All'indomani, Yona e i Draghi scoprono di non potersi incontrare: la principessa è infatti confinata nelle sue stanze avendo scoperto il segreto di Suwon, ossia la sua malattia. |                                                                             |                  |                                                                             |
| 33 | 20 agosto 2020 | ISBN 978-4-592-22313-9                                                      | 23 febbraio 2022 | ISBN 978-88-226-2957-9                                                      |
| 33 | Capitoli - 188. Occhi che inseguono (追う瞳?, Ou hitomi) - 189. Il re Drago Scarlatto (緋龍王?, Hi Ryūō) - 190. La linea di sangue del fondatore (始祖の血族?, Shiso no ketsuzoku) - 191. Le memorie di Yon-Hi (ヨンヒの追憶?, Yonhi no tsuioku) - 192. Il castello dove echeggia la voce degli dei (神の声が響く城?, Kami no koe ga hibiku shiro) - Capitolo extra: Un giorno, in un mare da qualche parte (いつかどこかの海で?, Itsuka doko ka no umi de) |                                                                             |                  |                                                                             |
| 33 | Trama Yona va alla ricerca di Suwon per avere risposte e per poco non viene aggredita da Hyuri, una guardia del re che si scopre essere stata maestro di spada del sovrano, di cui persino Hak aveva timore. I Quattro Draghi chiedono di poter partecipare alle esercitazioni militari, cercando un escamotage per rivedere Yona, ma invano. Zeno, però, capisce che Suwon è afflitto dalla malattia scarlatta che colpisce tutti i consanguini del re Hiryu. Mentre i Draghi apprendono la verità, Yona nello studio del re si imbatte nel diario di Yon-hi e scopre anch'ella il segreto del cugino. Yon-hi, in quanto discendente di Hiryu, viveva nascosta con la madre Yoshino. Un giorno conobbe per caso Yuhon, con cui iniziò ad avere incontri segreti fino al loro fidanzamento, finendo per confessargli il segreto della sua stirpe. Nonostante il tentativo di tenerlo nascosto, al castello sia Kashi che il Gran sacerdote del santuario percepirono il sangue divino di Yon-hi, portando al litigio Yuhon e il fratello Il. |                                                                             |                  |                                                                             |
| 34 | 18 dicembre 2020 (ed. regolare & limitata) | ISBN 978-4-592-22314-6 (ed. regolare) ISBN 978-4-592-22779-3 (ed. limitata) | 20 aprile 2022   | ISBN 978-88-226-2976-0                                                      |
| 34 | Capitoli - 193. Pagare lo scotto di essere la favorita (お気に入りになることの代償?, Okiniiri ni naru koto no daishō) - 194. L'ossessione del sangue rosso (赤い血への執着?, Akai chi e no shūchaku) - 195. L'ultimo desiderio (最後の願い?, Saigo no negai) - 196. Infliggere dolore a chi ha inflitto dolore (苦しんだ痛み、苦しんだ人たち?, Kurushinda itami, kurushinda hito-tachi) - 197. Scrittura tremolante (震える文字?, Furueru moji) - 198. Membro della famiglia reale (王室の一員?, Ōshitsu no ichiin) |                                                                             |                  |                                                                             |
| 34 | Trama Proseguendo nel racconto di Yon-hi, Yona apprende come Yuhon fece giustiziare tutti i sacerdoti del palazzo, compresi i giovani apprendisti come Kashi e Iksu. Yon-hi, inoltre, venne a conoscenza della brutalità del promesso sposo e della morte suicida della madre. Pochi anni più tardi, con Suwon già bambino, Yon-hi incontrò nel giardino del palazzo la nuova sposa di Il, una donna silenziosa con una cicatrice in volto, rendendosi subito conto che si trattava di Kashi. Nonostante l'iniziale isolamento della donna e della piccola Yona, ben presto la bambina fece amicizia con Suwon e Hak, mentre Kashi confessò alla cognata di essere in grado di vedere il futuro di tutti, tranne il suo. Dopo aver appreso della natura divina di Yona e del suo futuro con i Quattro Draghi, Yon-hi fu colpita dalla malattia scarlatta. Negli anni, mentre la malattia della donna peggiorava, re Junam scelse Il come suo successore sul trono di Koka. Yuhon sembrò appoggiare il fratello fino a quando non scoprì l'identità di Kashi e le dicerie sulla natura di Yona; così, ordinò l'uccisione della regina. Due mesi più tardi, anche Yuhon morì in circostanze sospette e Suwon, ancora bambino, con il sostegno di Keishuk e altre guardie, scoprì la verità: era stato re Il a uccidere il fratello. Suwon promise di vendicare il padre, placando gli animi e dimostrandosi già allora un incredibile stratega. Alla fine delle memorie di Yon-hi, Yona trova la risposta del padre alla richiesta di riconciliazione della donna. Il era consapevole che sarebbe stato ucciso da Suwon, e accettò il suo destino pur di far compiere quello della figlia. Mentre Minsu cerca una soluzione per la malattia del sovrano domandando a Yun dell'erba senju, Yona capisce che Suwon non potrà presenziare alla riunione con gli ambasciatori del Kai meridionale, così ne prende il posto. |                                                                             |                  |                                                                             |
| 35 | 20 aprile 2021 (ed. regolare & limitata) | ISBN 978-4-592-22315-3 (ed. regolare) ISBN 978-4-592-22784-7 (ed. limitata) | 20 luglio 2022   | ISBN 978-88-226-3341-5                                                      |
| 35 | Capitoli - 199. Una persona importante del Kai meridionale (南戒の要人?, Minami Kai no yōjin) - 200. Adesso o mai più (待った無し?, Matta nashi) - 201. Ombre (翳り?, Kageri) - 202. Un ospite velenoso (毒のある客?, Doku no aru kyaku) - 203. La percezione di aver subito un furto (奪われたという錯覚?, Ubawareta to iu sakkaku) - 204. Un affetto a senso unico (一方的な親愛?, Ippō-tekina shinai) |                                                                             |                  |                                                                             |
| 35 | Trama Alla riunione con gli ambasciatori del Kai meridionale, Yona sorprende tutti mostrando un atteggiamento degno di un vero sovrano. Nonostante questo, i consoli, dopo aver dimostrato il loro interesse verso i Quattri Draghi, decidono di rimandare la riunione data l'assenza di Suwon. Yona, in quel momento, si accorge che uno di loro, messer Lan-tan, pare non stare bene e lo accompagna in stanza. L'ambasciatore le confida che il Kai meridionale è piegato da criminalità e corruzione. L'indomani, Lan-tan viene trovato senza vita, avvelenato. Yona viene incolpata dell'omicidio, ma la principessa e il consigliere Keishuk capiscono che dietro ci sono gli stessi ambasciatori, in cerca di un pretesto per eliminare un compagno scomodo e dar vita a un conflitto con il Regno di Koka. Suwon, ripresosi, cerca di arginare la situazione trattenendo ancora gli ambasciatori con la promessa di un pomposo funerale in onore di Lan-tan. Hak, che si era avvicinato a Yona e al sovrano per capire cosa stesse succedendo, intuisce la malattia di Suwon e viene dunque attaccato a Hyuri, che lo ferisce. Risvegliatosi in cella, comprende la condizione del sovrano dai silenzi di Keishuk, che ordina dunque a Hyuri di ucciderlo. In quel momento arriva Yona, che salva Hak: il ragazzo può essere una risorsa preziosa durante un conflitto con l'Impero Kai, quindi viene risparmiato ma tenuto in cella. Yona partecipa dunque ai funerali di Lan-tan, dove si ricongiunge con i Quattro Draghi e incontra una misteriosa donna del Kai, Mei-nyan, che si scopre essere la concubina preferita di Chagol, capo della famiglia imperiale del Kai meridionale. Gelosa del suo potere sui Guerrieri Dragoni, Mei-nyan fa adirare i quattro, mostrandoli così agli ambasciatori presenti; in più, convince Suwon a incontrarsi l'indomani, confessandogli di essere anch'essa affetta dalla malattia scarlatta, in quanto discendente da un altro ramo del sangue di Hiryu. Mei-nyan persuade il sovrano a cederle i Quattro Draghi e la Bestia del Fulmine, in cambio di importanti informazioni sull'Impero Kai, ma Suwon rifiuta e Keishuk ordina a Hyuri di ucciderla. Anche questa volta, Yona li ferma, facendoli ragionare sul fatto che se uccidessero la concubina preferita di Chagol si creerebbe un altro problema con il regno vicino. Mei-nyan viene quindi rinchiusa in prigione, dove riesce a fuggire, imbattendosi in Hak. |                                                                             |                  |                                                                             |
| 36 | 19 agosto 2021 | ISBN 978-4-592-22316-0                                                      | 26 ottobre 2022  | ISBN 978-88-226-3676-8                                                      |
| 36 | Capitoli - 205. Un pianto nella notte (夜の哭き声?, Yoru no naki-goe) - 206. Le cose da abbandonare, una alla volta (捨てられるものをひとつずつ?, Sute rareru mono o hitotsu zutsu) - 207. Dalla nostra parte (綻び?, Hokorobi) - 208. Con la paura del sonno eterno (目覚めぬ眠りを恐れて?, Mezamenu nemuri o osorete) - 209. Ordini segreti (密命?, Mitsumei) - 210. Ferite letali (致命傷?, Chimeishō) - Capitolo extra: Il ricevimento di primavera (春の宴?, Haru no kemono) |                                                                             |                  |                                                                             |
| 36 | Trama Dopo essere uscita dalla sua cella, Mei-nyan incontra Hak e lo invita a scappare insieme, ottenendo però solo un rifiuto. Cercando così una via di fuga, la donna viene ferita e perde i sensi, risvegliandosi poi nelle abitazioni di Yun, che l'aveva soccorsa e curata. Keishuk ordina ad Hak di cercarla, e, una volta trovata quasi per caso, la affronta insieme a Judo; tra i tre si frappone Yun, che chiede che possa rimanere prigioniera lì, così da poterla aiutare a guarire. Yun, in questo modo, scopre della malattia scarlatta e Minsu, per proteggerlo, gli propone di diventare suo assistente. Su direttiva del medico del re, Yun e Hak partono quindi per cercare l'erba senju, mentre Zeno viene convocato da Suwon che gli offre il trono una volta che fosse morto, ma il Drago rifiuta. Nel frattempo, nel Kai del Sud, Chagol scopre che Mei-nyan è rimasta a Kuto e incarica il Generale Val di andare a riprenderla, portando con sé i Dromos, i sicari alle dirette dipendenze del sovrano, per seminare il panico nella capitale. E mentre il Regno della Terra si prepara alla guerra, un gruppo di soldati del Kai attacca di sorpresa una miniera. Geuntae, che si trovava lì, viene gravemente ferito, ma sopraggiunge Hak che riesce a mettere in fuga i nemici. Viste le condizioni del Generale e di Suwon, Keishuk si rivolge a Yona, chiedendole di accompagnare il sovrano in battaglia e, qualora ce ne fosse bisogno, di prendere il comando. |                                                                             |                  |                                                                             |
| 37 | 20 dicembre 2021 | ISBN 978-4-592-22317-7                                                      | 21 dicembre 2022 | ISBN 978-88-226-3738-3 (ed. regolare) ISBN 978-88-226-3742-0 (ed. limitata) |
| 37 | Capitoli - 211. Questa è la sua indole (これが性分?, Kore ga shōbun) - 212. Yun ad Awa (ユン阿波へ?, Yun Awa e) - 213. Un fulgido cavaliere (眩い一騎?, Mabayui kazuki) - 214. A costo della vita (命を懸ける価値?, Inochiwokakeru kachi) - 215. La caduta della provincia di Kin (金州崩し?, Kin-shū kuzushi) - 216. Straripare (溢れる?, Afureru) |                                                                             |                  |                                                                             |
| 38 | 20 maggio 2022 | ISBN 978-4-592-22318-4                                                      | 24 maggio 2023   | ISBN 978-88-226-3937-0                                                      |
| 38 | Capitoli - 217. Un coperchio ben chiuso (固く閉じた蓋?, Kataku tojita futa) - 218. Il corno che annuncia la battaglia (開戦の角笛?, Kaisen no tsunobue) - 219. Armi umane (人間兵器?, Ningen heiki) - 220. Spacca tutto! (打っ壊せ?, Ukkowase) - 221. Là dove va il cuore (ただ心が向かう場所?, Tada kokoro ga mukau basho) - 222. Il giorno in cui furono spalla a spalla (肩を並べた日?, Kata o narabeta hi) |                                                                             |                  |                                                                             |
| 39 | 20 settembre 2022 | ISBN 978-4-592-22319-1                                                      | 23 agosto 2023   | ISBN 978-88-226-4216-5                                                      |
| 39 | Capitoli - 223. Disposto a tutto (全てを懸けてもいいと思えた?, Subete o kakete mo ī to omoeta) - 224. Oltre ogni limite (限界を超えて?, Genkai o koete) - 225. Tirare il fiato (息を吐く?, Ikiwohaku) - 226. Una dolce alba (やさしい夜明け?, Yasashī yoake) - 227. Strisciando nel buio della notte (夜陰に蠢く?, Yain ni ugome ku) - 228. Defezione (離叛?, Rihan) - Capitolo speciale: Tanto tempo fa, in un luogo lontano... (昔々あるところに?, Mukashimukashi aru tokoro ni) |                                                                             |                  |                                                                             |
| 40 | 20 gennaio 2023 | ISBN 978-4-592-22320-7                                                      | 22 novembre 2023 | ISBN 978-88-226-4383-4                                                      |
| 40 | Capitoli - 229. (我が物?, Waga mono) - 230. (毒がまわる?, Doku ga mawaru) - 231. (燃える夢?, Moeru yume) - 232. (正夢に近づく?, Masayume ni chikadzuku) - 233. (打って出る?, Uttederu) - 234. (虎穴虎子?, Koketsukoshi) |                                                                             |                  |                                                                             |

## Volumi 41-in corso
| 41 | 19 maggio 2023 | ISBN 978-4-592-22461-7 | 27 febbraio 2024 | ISBN 978-88-226-4525-8 |
| 41 | Capitoli - 235. (苦楽を共にした仲間?, Kuraku o tomoni shita nakama) - 236. (遺物?, Ibutsu) - 237. (呼ばれる方へ?, Yoba reru kata e) - 238. (場の支配者?, Ba no shihaisha) - 239. (戦う意志 闘う意味?, Tatakau ishi tatakau imi) - 240. (否?, Ina) |                        |                  |                        |
| 42 | 20 ottobre 2023 | ISBN 978-4-592-22469-3 | 18 giugno 2024   | ISBN 978-88-226-4825-9 |
| 42 | Capitoli - 241. (生まれた場所が違ったら?, Umareta basho ga chigattara) - 242. (消えた龍?, Kieta ryū) - 243. (別れを告げる夜?, Wakare o tsugeru yoru) - 244. (静かな出発?, Shizukana shuppatsu) - 245. (始まった?, Hajimatta) - 246. (この先はもう行けない?, Konosaki wa mō ikenai)                                                                           |                        |                  |                        |
| 43 | 20 febbraio 2024 | ISBN 978-4-592-22474-7 | 29 ottobre 2024  | ISBN 978-88-226-5111-2 |
| 43 | Capitoli - 247. (おぼろげな光?, Oboro-gena hikari) - 248. (青い影を追って?, Aoi kage o otte) - 249. (繋ぎ止めて?, Tsunagi tomete) - 250. (悲しみが終わる場所へ?, Kanashimi ga owaru basho e) - 251. (分断?, Bundan) - 252. (たとえ元には戻れなくとも?, Tatoe gen ni wa modorenakutomo)                                                                       |                        |                  |                        |
| 44 | 20 giugno 2024 | ISBN 978-4-592-22488-4 | 25 febbraio 2025 | ISBN 978-88-226-5448-9 |
| 44 | Capitoli - 253. (名前を呼ばない仲間?, Namae o yobanai nakama) - 254. (もう会えないとしたら?, Mō aenai to shitara) - 255. (最後に話したことはなんだっけ?, Saigo ni hanashita koto wa nanda kke) - 256. (生きたいと願う者 死にたいと祈る者?, Ikitai to negau mono shinitai to inoru mono) - 257. (胸に灯る?, Mune ni tomoru)                                   |                        |                  |                        |
| 45 | 20 dicembre 2024 | ISBN 978-4-592-22512-6 | 26 agosto 2025   | ISBN 978-88-226-5838-8 |
| 45 | Capitoli - 258. (私たちは失いすぎた?, Watashitachiha ushinai sugita) - 259. (鈍い剣?, Nibui ken) - 260. (言うつもりなかった言葉?, Iu tsumori nakatta kotoba) - 261. (闇、落つる?, Yami, o tsuru) - 262. (ボロボロの登城?, Boroboro no tojō) |                        |                  |                        |
| 46 | 20 giugno 2025 | ISBN 978-4-592-22535-5 | —                | —                      |
| 46 | Capitoli - 263. (痛みのない世界?, Itami no nai sekai) - 264. (手のひらの上で?, Tenohira no ue de) - 265. (四龍を哀れだと思ってた?, Shi ryū o awareda to omotteta) - 266. (遠い日の景色を追いかけて?, Tōi hi no keshiki o oikakete) - 267. (はるかな昔から私の未来へ?, Harukana mukashikara watashi no mirai e) - 268. (心を縛る秤?, Kokoro o shibaru hakari) |                        |                  |                        |

## Capitoli non ancora in formatotankōbon
I seguenti capitoli sono apparsi sulla rivista Hana to yume in Giappone ma non sono ancora stati stampati in formato tankōbon.
Questa lista è suscettibile di variazioni e potrebbe essere incompleta o non aggiornata.

- 269.  (天をも恐れぬ者?, Ten o mo osorenu mono)
- 270.  (堕ちていく?, Ochite iku)
- 271.  (ヒビ割れた楽園?, Hibi wareta rakuen)

## Altre pubblicazioni
| Nº | Titolo italiano (traduzione letterale) Giapponese 「Kanji」 - Rōmaji             | Data di prima pubblicazione             | Data di prima pubblicazione |
| Nº | Titolo italiano (traduzione letterale) Giapponese 「Kanji」 - Rōmaji             | Giapponese                              |                             |
| 1  | Akatsuki no Yona Fan Book 「暁のヨナ ファンブック」 - Akatsuki no Yona fan bukku | 20 novembre 2018 ISBN 978-4-592-21887-6 |                             |